# Montréal-Ouest
Pour les articles homonymes, voir Montréal (homonymie).
Montréal-Ouest (en anglais : Montreal West) est une municipalité de l'ouest de l'agglomération de Montréal au Québec (Canada).
Presque entièrement enclavée dans la ville de Montréal, Montréal-Ouest compte 5 115 habitants en 2021 et couvre une superficie de 1,63 km2. Incorporée en 1897, cette petite communauté résidentielle a été bâtie au nord du chemin de fer du Grand Tronc, lui-même érigé en 1855. Au cours du XXe siècle, l'expansion de sa population correspond à l'établissement de la communauté anglophone aisée de Montréal dans le West Island et la création d'une importante jonction de chemin de fer dans laquelle la ville est ceinturée. Fusionnée à Montréal lors des réorganisations municipales québécoises de 2002 pour former l'arrondissement Côte-Saint-Luc–Hampstead–Montréal-Ouest avec les villes voisines de Côte-Saint-Luc et Hampstead, elle défusionne et retrouve officiellement son statut de municipalité le 1er janvier 2006 à la suite d'un référendum tenu le 20 juin 2004. En 2010, le revenu médian des familles de Montréal-Ouest était deux fois supérieur à celui des familles de Montréal.
Montréal-Ouest est desservie par l'autoroute 20 à sa frontière sud et par la gare Montréal-Ouest où passent les lignes de train de banlieue Vaudreuil–Hudson, Saint-Jérôme et Candiac.

## Histoire

### Avant la fondation

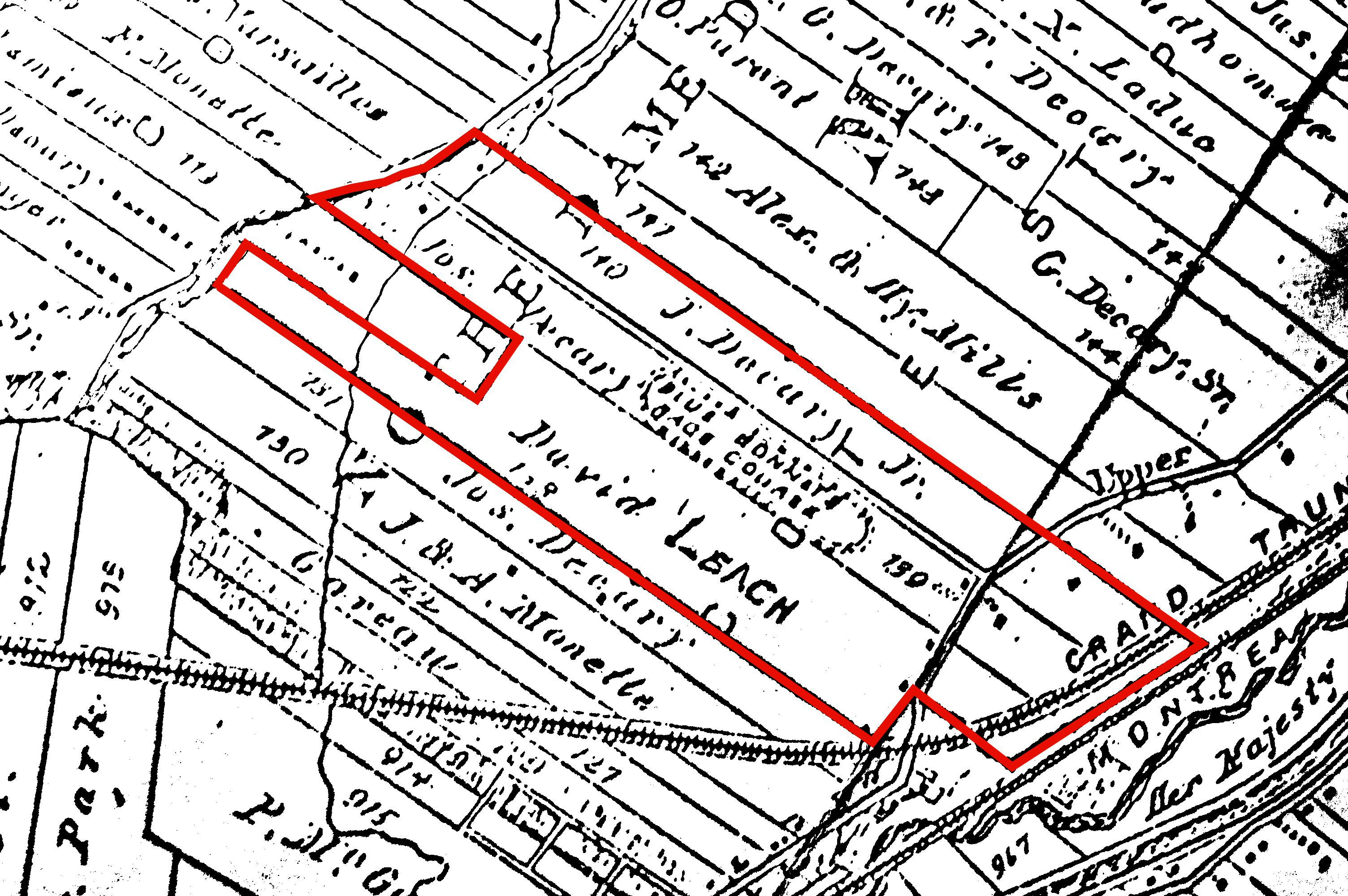
Territoire actuel sur une carte des lots datant de 1879.

La colonisation du territoire de Montréal-Ouest remonte à l'époque de la Nouvelle-France. En 1653, les pères sulpiciens accordent une concession seigneuriale à Jean Décarie au nom du Roi Louis XIV de France. Le secteur demeure agricole jusqu'à la fin du XIXe siècle.
Au début du XVIIe siècle, la guerre anglo-américaine de 1812 entraîne la construction de fortifications le long de l'Upper Lachine Road, des tranchées où passent aujourd'hui les avenues Campbell et Wolseley et un poste d'observation à la hauteur de l'avenue Easton. Ce sont des soldats écossais qui s'occupent de la défense de ces fortifications. Les bonnets bleus (Blue Bonnets) qui font partie de leur uniforme marquent la toponymie du secteur ; l'élévation sur lesquels ils sont installés sera nommé Blue Bonnets Hill. Les Américains ne parviendrons pas à atteindre l'île de Montréal, ils seront repoussés par les troupes de Charles de Salaberry au cours de la bataille de Châteauguay.
Au cours du XIXe siècle, la ferme Décarie produit des melons qui, avec l'arrivée du chemin de fer du grand Tronc en 1846, sont exportés dans tout le Canada-Uni.À l'époque, les 400 acres de terres de Montréal-Ouest sont divisés entre trois fermes : deux appartenant à la famille Décarie et la dernière étant la propriété de David Leach, un procureur local. Durant les années 1880, une partie de la propriété des Décarie est vendue et aménagée en hippodrome ; le Blue Bonnets Race Course connaît un grand succès et attire de nombreux amateurs de course de chevaux qui arrivent de Montréal par train.

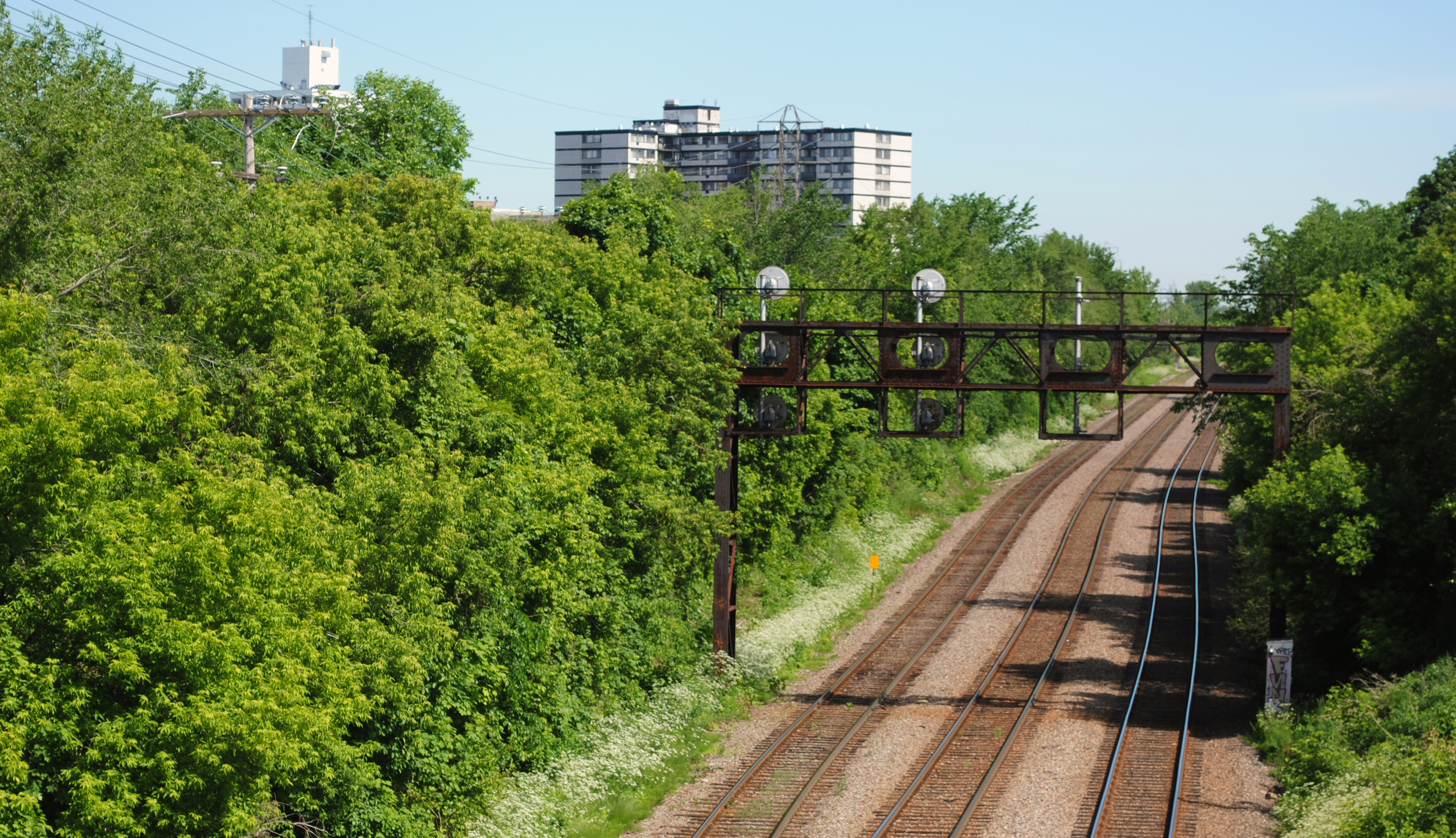
Chemin de fer du Canadien Pacifique passant au nord de la ville.

L'attrait pour ces courses décline rapidement, le Blue Bonnets Race Course déménage et la mise en place de nouveaux rails transforme le secteur en une importante jonction de chemins de fer ; le secteur est nommé Montreal-Junction. Le Canadien Pacifique, qui en 1887 y a établi la jonction entre le chemin de fer Montréal-Toronto et Montreal-Sherbrooke, y construit une petite gare. Des employés du Canadien Pacifique se montrent rapidement intéressés à acheter des lots dans le secteur pour s'y établir. 25 lots sont négociés et achetés et les premières maisons sont construites au cours de l'année 1890. La même année, le chemin de fer local reliant Montreal-Jonction et le centre-ville de Montréal est complété et la firme immobilière torontoise Armstrong and Cook achète l'ensemble des terres des Décarie et l'ancienne piste du Blue Bonnets. Pour sa part David Leach garde ses terres et en développe lui-même le potentiel immobilier en vendant des terrains surplombant, du haut d'un escarpement, Ville Saint-Pierre. Pour attirer les acheteurs, Armstrong and Cook offre les égouts et l'eau courante aux nouveaux résidents.

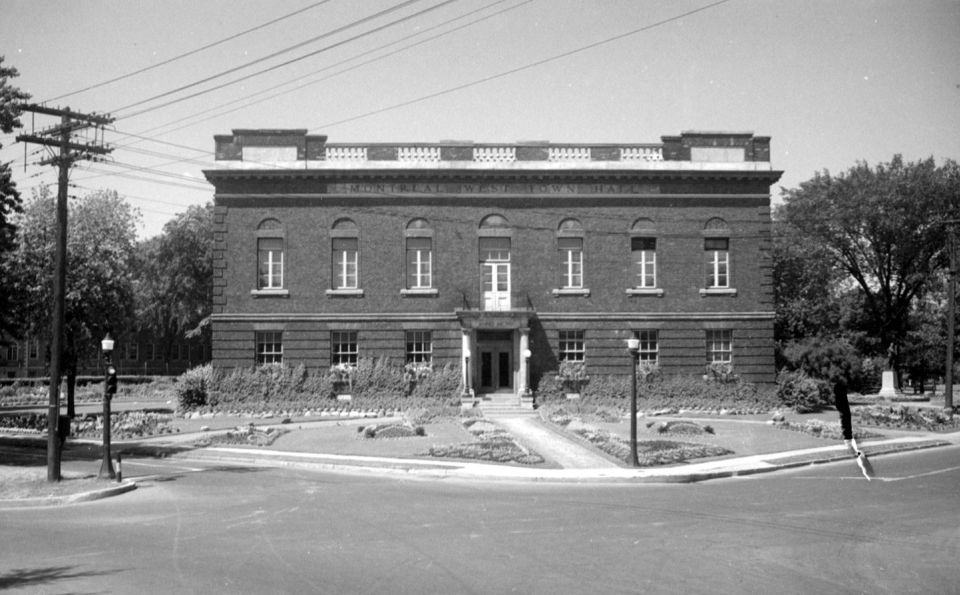
Hôtel de ville de Montréal-Ouest en 1938.

### Première moitié duXXesiècle

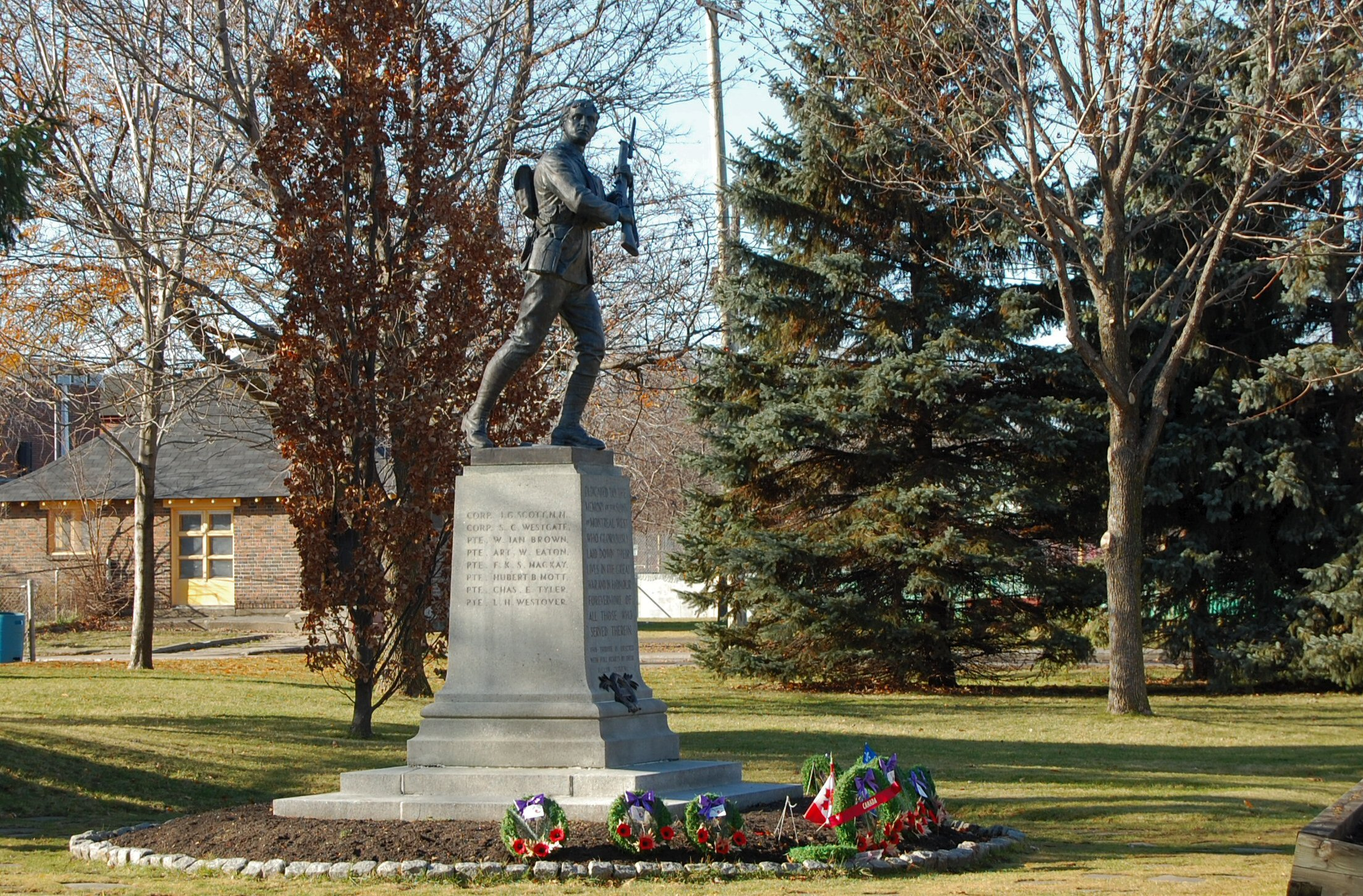
Monument érigé en 1921 pour honorer les soldats de Montréal-Ouest qui ont donné leurs vies durant la Grande Guerre.

Incorporée en 9 janvier 1897, la ville de Montréal-Ouest tient ses premières élections municipales le 1er février de la même année pour élire 7 conseillers qui choisissent un maire parmi eux. Les quartiers sont divisés en fonction des développements immobiliers de l'époque ; ceux d'Armstrong and Cook constituent le quartier est, ceux développés par David Leach deviennent le quartier ouest. Le conseil élu établira des règlements stricts visant à préserver le statut et la morale de cette ville naissante. Les premières lois visent à interdire la vente d'alcool dans la ville, établir un plan d'urbanisme et apporter du support à la société d'horticulture.
La ville achète rapidement le réseau d'aqueduc d'Armstrong and Cook pour répandre la distribution d'eau courante. En 1910 est construit l'hôtel de ville actuel. Toutes les rues de la ville sont pavées en asphalte dès 1914, qui recouvre les conduits de gaz, d'eau et les égouts déjà installés. La même année sont construits le poste de police et la caserne de pompiers. Montréal-Ouest est également la première ville de l'île de Montréal à se doter d'un incinérateur à déchets.
Alors que la Première Guerre mondiale éclate, Montréal-Ouest envoie une grande partie de ses jeunes sur les champs de bataille européens pour soutenir l'Empire britannique. Peu d'entre eux reviendront. Les soldats de Montréal-Ouest combattront au cours des batailles de Passchendaele, d'Ypres, de la Côte 70, de Lens, de la crête Vimy, de la Somme, de Cambrai et de Mons.
Pendant la Seconde Guerre mondiale, on comptait 549 volontaires (1/6 de la population de la ville) pour le service actif, un record pour l’empire britannique.

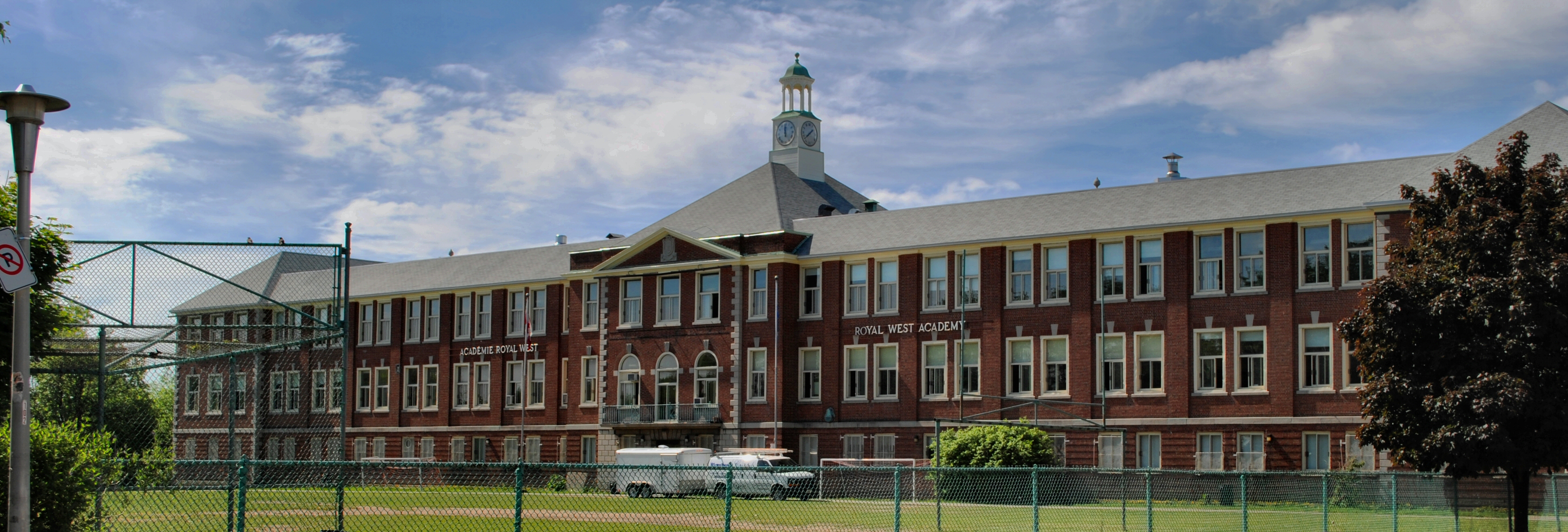
L'Académie Royal West, école secondaire publique construite dans les années 1930.

### Histoire récente de Montréal-Ouest
| Nombre d'électeurs                                                         | OUI                            | NON               | Taux de participation | Résultat |
| -------------------------------------------------------------------------- | ------------------------------ | ----------------- | --------------------- | -------- |
| 3 662                                                                      | 1 740 voix (82,6 %)            | 366 voix (17,4 %) | 57,86 %               | Défusion |
| 3 662                                                                      | 47,51 % des citoyens en faveur | 366 voix (17,4 %) | 57,86 %               | Défusion |
| Source : « Référendums du 20 juin 2004 », Directeur général des élections. |                                |                   |                       |          |

Le 1er janvier 2002, le gouvernement du Québec force la fusion de Montréal-Ouest avec la ville de Montréal et les autres municipalités de l'île de Montréal dans le cadre des réorganisations municipales québécoises de 2002 enclenchées par le gouvernement péquiste de Bernard Landry. Malgré l'opposition, elle formera avec les villes voisines de Côte-Saint-Luc et Hampstead l'arrondissement Côte-Saint-Luc–Hampstead–Montréal-Ouest de Montréal.
L'élection du gouvernement libéral de Jean Charest, lors de l'élection générale québécoise de 2003, donne la chance aux villes fusionnées par le gouvernement précédent de tenir des référendums sur leur défusion.
La population de Montréal-Ouest vote à 82 % en faveur de la défusion. La ville est donc reconstituée le 1er janvier 2006.
En 2007 et 2008, la ville de Montréal-Ouest crée un litige au sein de la population du quartier Saint-Pierre de l'arrondissement Lachine (Montréal) avec l'érection d'une barricade sur le chemin Broughton afin d'empêcher la circulation entre les deux quartiers résidentiels. Tandis que certains y voient une séparation entre une ville aisée et un quartier ouvrier, la ville se défend de poser cette séparation pour la sécurité de ses citoyens en réduisant la circulation dangereuse du secteur. Le 15 mars 2007, à la suite d'une manifestation, la ville de Montréal obtient une injonction forçant Montréal-Ouest à retirer sa barricade. Le 22 janvier 2008, la Cour supérieure du Québec tranche finalement en faveur de Montréal-Ouest.

## Géographie
Montréal-Ouest est située au centre de l'île de Montréal, pratiquement au cœur de la région montréalaise. Cette petite ville se trouve plus précisément à environ 9 kilomètres au sud-ouest du centre-ville de Montreal, sur la falaise Saint-Jacques qui surplombe la rive nord du canal Lachine. Elle est presque entièrement enclavée dans la ville de Montréal, entre les arrondissements Côte-des-Neiges–Notre-Dame-de-Grâce et Lachine, sauf à sa limite nord-ouest où elle est limitrophe de la ville de Côte-Saint-Luc.
En tout, elle couvre un territoire de 1,63 km2 ou 400 acres. Principalement résidentielle, la ville est fortement urbanisée et ne compte pas de frontières naturelles avec les villes de Montréal et Côte-Saint-Luc. Les limites de la ville sont principalement définies par les rues. La frontière nord de la ville sont les avenues Brock Nord et Sud, l'autoroute 20 au sud-est, les avenues Easton, Sheraton et Crestwood au sud-ouest et les chemins Radcliff et Westover au nord-est.

### Climat
Montréal-Ouest, comme toute l'île de Montréal, est soumise à un climat continental humide. Les variations annuelles de température dans la région de Montréal sont d’environ 40 °C. Les hivers sont froids et secs alors que les étés sont chauds et humides. Le mois de janvier est, avec une température moyenne avoisinant les -10,4 °C, le mois le plus froid de l’année tandis qu’en juillet la moyenne est de près de 27 °C, ce qui en fait le mois le plus chaud. L'humidité accablante augmente fréquemment la température ressentie à plus de 35 °C. La plus basse température jamais observée est de -37,8 °C, le 15 janvier 1957. La plus haute, soit 37,6 °C, a été observée le 1er août 1975. Les précipitations sont abondantes et régulières toute l’année. Il tombe en moyenne 2,14 mètres de neige chaque hiver. Les orages sont fréquents l’été, ce qui en fait la saison avec le plus de précipitations, mais aussi la plus ensoleillée.
| Mois                              | jan.  | fév.  | mars | avril | mai  | juin | jui. | août | sep. | oct. | nov. | déc.  |
| --------------------------------- | ----- | ----- | ---- | ----- | ---- | ---- | ---- | ---- | ---- | ---- | ---- | ----- |
| Température minimale moyenne (°C) | −14,7 | −12,9 | −6,7 | 0,6   | 7,7  | 12,7 | 15,6 | 14,3 | 9,4  | 3,4  | −2,1 | −10,4 |
| Température moyenne (°C)          | −10,2 | −8,4  | −2,3 | 5,7   | 13,4 | 18,2 | 20,9 | 19,6 | 14,6 | 8,1  | 1,6  | −6,3  |
| Température maximale moyenne (°C) | −5,7  | −3,9  | 2,2  | 10,7  | 19   | 23,6 | 26,2 | 24,8 | 24,8 | 12,7 | 5,3  | −2,2  |
| Précipitations (mm)               | 78,3  | 61,5  | 73,6 | 78    | 76,3 | 83,1 | 91,3 | 92,7 | 92,6 | 77,8 | 92,6 | 81,3  |

## Démographie
| 1966  | 1971  | 1976  | 1981  | 1986  | 1991  |
| ----- | ----- | ----- | ----- | ----- | ----- |
| 6 612 | 6 365 | 5 980 | 5 514 | 5 382 | 5 180 |

| 1996  | 2001  | 2006  | 2011  | 2016  | 2021  |
| ----- | ----- | ----- | ----- | ----- | ----- |
| 5 254 | 5 172 | 5 184 | 5 085 | 5 050 | 5 115 |

| Langue    | Population | Pourcentage (%) |
| --------- | ---------- | --------------- |
| Anglais   | 840        | 20 %            |
| Canadien  | 835        | 20 %            |
| Irlandais | 825        | 20 %            |
| Français  | 700        | 17 %            |
| Ecossais  | 600        | 15 %            |
| Italien   | 525        | 13 %            |
| Juif      | 515        | 12 %            |
| Allemand  | 325        | 8 %             |
| Polonais  | 270        | 7 %             |
| Russe     | 270        | 7 %             |

| Langue              | Population (2006) | Pourcentage (2006) | Population (2011) | Pourcentage (2011) |
| ------------------- | ----------------- | ------------------ | ----------------- | ------------------ |
| Anglais             | 4 080             | 79 %               | 3 830             | 75,47 %            |
| Français            | 645               | 12 %               | 705               | 13,89 %            |
| Anglais et français | 85                | 2 %                | 105               | 2,07 %             |
| Autres              | 355               | 7 %                | 330               | 6,50 %             |

## Administration
Les élections municipales se font en bloc pour le maire et les quatre conseillers.
- 1897 - William Smithson Lingley
- 1898 - Charles McClatchie
- 1899 - B.W. Grigg
- 1900 - J.J. Kirkpatrick
- 1901 - Walter C. Flyfe
- 1902 - Edward J. Bedbrook
- 1903 - C.C. Ballantyne
- 1904 - Edward J. Bedbrook
- 1905 - William Smithson Lingley
- 1906 - J.J. Kirkpatrick
- 1908 - Edward J. Bedbrook
- 1909–1910 - C.J. Davies
- 1911–1927 - James Ballantyne
- 1927–1935 - Harry Aird
- 1935–1943 - James R. Pearson
- 1943–1948 - Robert Hope Ross
- 1948–1954 - George W. Hodgson
- 1954–1963 - Forest Norman Wiggins
- 1963–1965 - Everett Charles Fitzpatrick
- 1965–1973 - Robert Arthur McQueen
- 1973–1977 - Alistair Reekie
- 1977–1989 - Roy D. Locke
- 1989–2002 - John A. Simms
- 2002–2006 - Maire de Montréal, La ville était fusionnée avec Montréal.

| Montréal-Ouest Maires depuis 2005                                                                                    |                 |         |          |
| Élection | Maire           | Qualité | Résultat |
| 2005 | Campbell Stuart |         | Voir     |
| 2009 | Beny Masella    |         | Voir     |
| 2013 | Beny Masella    | Voir    |          |
| 2017 | Beny Masella    | Voir    |          |
| 2021 | Beny Masella    | Voir    |          |
| Élection partielle en italique Depuis 2005, les élections sont simultanées dans toutes les municipalités québécoises |                 |         |          |